# ФК Тунджа (Ягода)
Вижте пояснителната страница за други значения на Тунджа.
Тунджа 2006 е обединен футболен отбор на селата Тулово и Ягода. Домакинските срещи се провеждат на стадиона в село Ягода. „Тунджа 2006“ се състезава в „А" ОФГ-Стара Загора. Цветовете на отбора са раирани черно-червени тениски и черни гащета. Създаден е през 2006 г.

## История
Отборът е наследник на вече несъществуващия „Локомотив" Тулово. Облеклото на играчите е било от раирани черно-червени тениски и черни гащета. В края на 20 век „туловските железничари“ имат две записани участия във В група. Отбора на няколко пъти е сменял имената си Локомотив и Тунджа, като за кратък период от време е носел и името „Туловец“. През 2006 година отбора е преместен в съседното село Ягода и носи името Тунджа 2006.
През 2009 е обединен с „Левски 2006“ (Стара Загора) в „Левски Стара Загора“ (Ягода) и играе домакинските си мачове в село Горно Ботево .

## Стадион
През 20-и и началото на 21 век туловското „Локо“ играе домакинските си срещи на стадион „Локомотив“ в покрайнините на селото. Стадиона има централна трибуна – сектор А с около 300 седящи места. Освен за футбол стадион "Локомотив в Тулово се е използвал за състезания по Тенис и конни надбягвания. След като футболните отбори на Тунджа Тулово и Тунджа Ягода се обединяват – Тунджа 2006-Тулово-Ягода провежда домакинските си срещи на стадиона в село Ягода. Стадиона е в отлично състояние и е сред най-големите в областната група, а и въобще в района.